# The Travelers Companies
The Travelers Companies (NYSE: TRV) è la più grande compagnia di assicurazioni statunitense per valore di mercato. È anche il secondo contraente per il ramo sinistri per proprietà commerciali e assicurazioni personali negli Stati Uniti. Dall'8 giugno 2009 le azioni della Travelers fanno parte dell'indice Dow Jones.
La società ha uffici in ogni stato degli Stati Uniti, oltre a filiali nel Regno Unito, Irlanda, Singapore, Shanghai e Canada. Nel 2008, la società ha riportato ricavi per 24 miliardi di USD e un totale attivo per 110 miliardi di USD.
Travelers, attraverso le sue filiali e circa 14.000 agenti e broker indipendenti, fornisce servizi assicurazioni a copertura di sinistri su beni commerciali e personali a imprese, amministrazioni pubbliche, associazioni e singoli individui. L'azienda offre assicurazioni in tre segmenti:
- Assicurazione personale, che comprende assicurazioni su casa, auto e altri prodotti assicurativi per i privati
- Assicurazione per le imprese, che comprende una vasta gamma di assicurazioni sulla proprietà e su copertura sinistri e servizi connessi per le imprese negli Stati Uniti
- Assicurazione finanziaria, professionale e internazionale, che comprende fideiussioni, rischi criminalità e responsabilità finanziaria delle imprese che in primo luogo usano processi di sottoscrizione basati sul credito, nonché prodotti assicurativi a copertura delle proprietà e dei sinistri che sono commercializzati prevalentemente su base internazionale.